# Женьшень обыкновенный

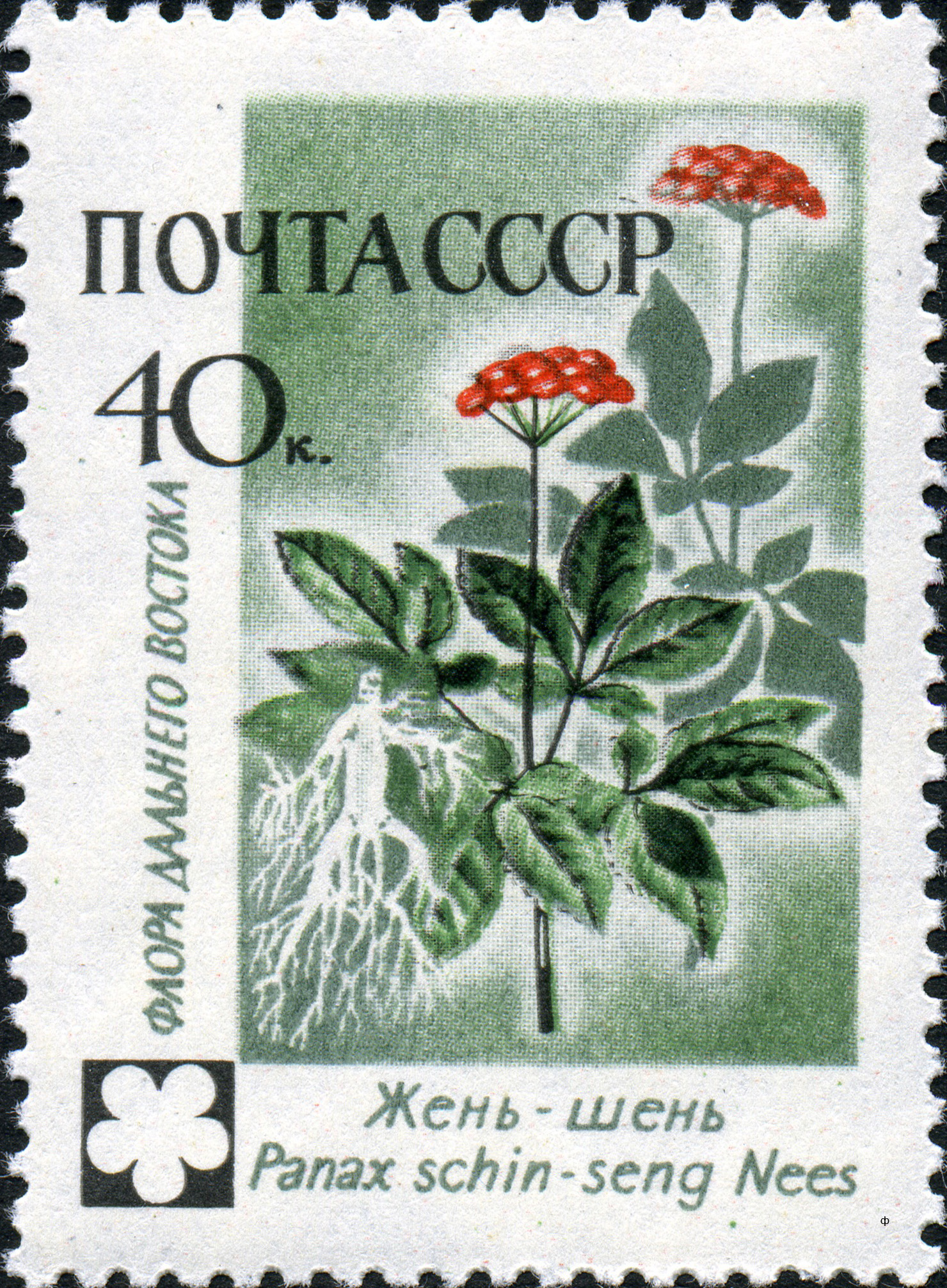
На советской марке 1960 года выпуска

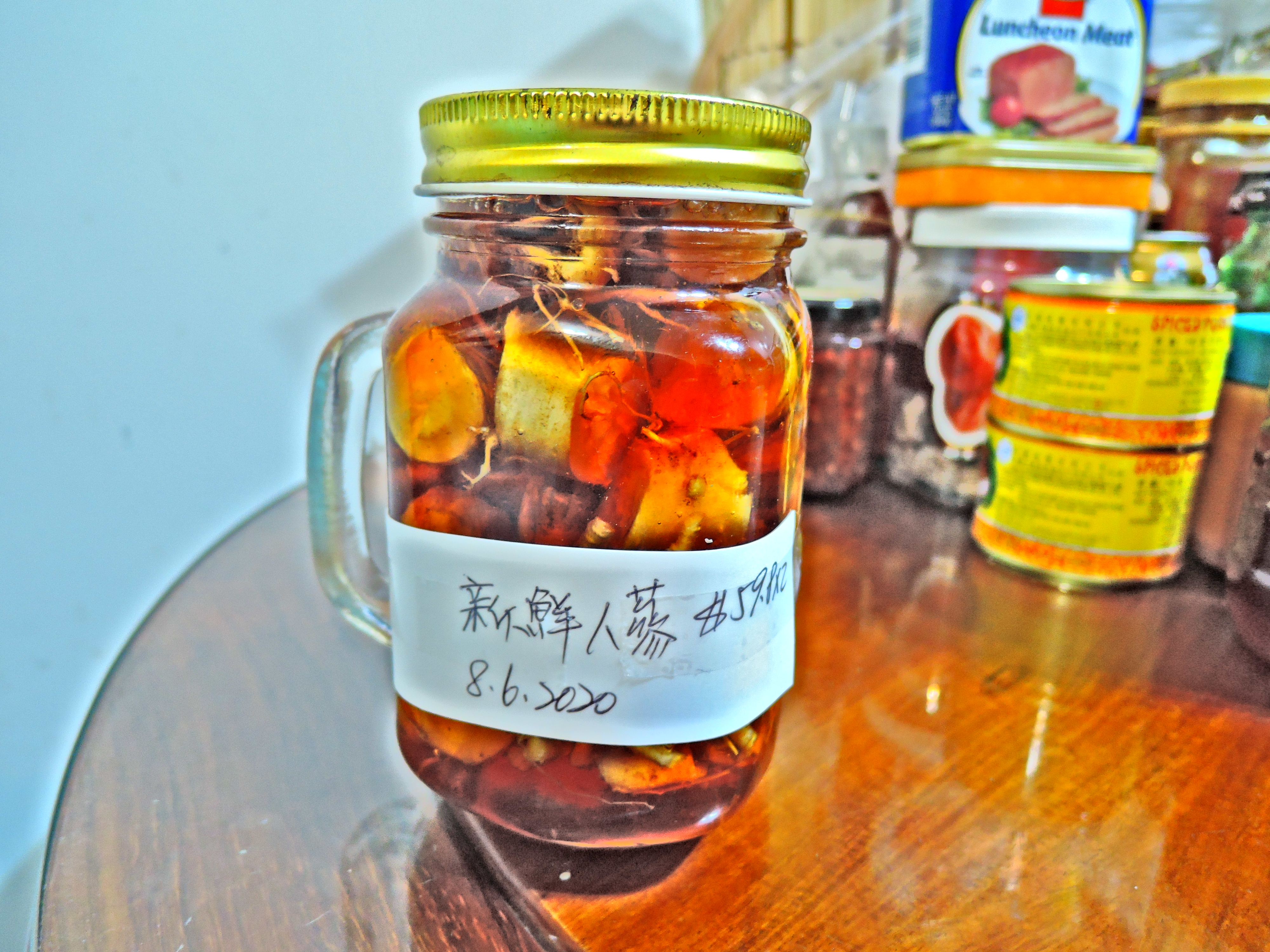
Женьшень с медом

Женьше́нь обыкнове́нный, или женьшень настоя́щий (лат. Panax ginseng) — многолетнее травянистое растение рода Женьшень семейства Аралиевые.

## Ботаническое описание
Корень растения серовато-жёлтого цвета, до 3 см в диаметре.
Стебель у женьшеня настоящего одиночный, высотой до 60 см, реже встречаются растения с 2—5 стеблями. Листья растения пальчатосложные..
Цветки женьшеня настоящего мелкие, белого или розового цвета,  зеленоватые, самоопыляющиеся, ароматные, собраны по 8—10 в простой зонтик. Плоды растения ярко-красного цвета, мясистые, с 1—3 семенами. Плоды женьшеня обыкновенного созревают в августе — сентябре.

## Распространение
Женьшень настоящий произрастает, главным образом, только в пределах Российской Федерации, на Дальнем Востоке России — на юге Хабаровского края и в Приморском крае. Очень редко это растение может быть встречено в небольшом горном районе на севере Корейского полуострова и в трёх провинциях Северо-Восточного Китая.
Биоценотически женьшень связан с кедрово-широколиственными, реже широколиственными лесами Дальнего Востока, где встречается в ассоциации с корейским кедром, орехом маньчжурским, липой амурской, маакией и другими широколиственными видами, иногда елью и пихтой на высотах до 700 м над уровнем моря. Занимает, в основном, западные макросклоны. Может расти в дубовых и грабовых комплексах. Растение глухих лесов, женьшень крайне теневынослив и тенелюбив, не выносит прямых солнечных лучей.

## Химический состав растения
Женьшень содержит тритерпеновые сапонины — панаксозиды, следы эфирного масла, жирное масло, смолы, пектиновые вещества, а также крахмал, ферменты, витамины группы B, микроэлементы, жирные кислоты, макроэлементы и другие биологически активные вещества.

## Использование
Женьшень обыкновенный используется в медицине. Растение обладает кардиотоническим, кровоостанавливающим и гипогликемическим свойствами. Корень женьшеня обыкновенного используют как тонизирующее, стимулирующее и адаптогенное средство, повышающее общую сопротивляемость организма к заболеваниям. Женьшень обыкновенный стимулирует деятельность органов внутренней секреции, а также повышает устойчивость организма к инфекциям и ионизирующему излучению.